# Duília de Mello
Duília Fernandes de Mello (Jundiaí, 27 novembre 1963) è un'astronoma e astrofisica brasiliana.

## Biografia
Duília de Mello è nata a Jundiaí, San Paolo del Brasile, ed è cresciuta a Rio de Janeiro. Cominciò ad interessarsi di astronomia quando ancora era bambina alla fine degli anni 1970.
Davanti a questo entusiasmo, ha cominciato il corso di astronomia all'Università federale di Rio de Janeiro (UFRJ) e poco dopo, ha seguito un master all'Istituto nazionale di ricerche spaziali del Brasile (INPE), a São José dos Campos.
Poi concluse il dottorato all'Università di San Paolo (USP), post-dottorato al Cerro Tololo Inter-American Observatory, in Cile, e all'Osservatorio Nazionale, a Rio de Janeiro.
È anche passata per lo Space Telescope Science Institute, negli Stati Uniti, e fu professoressa assistente all'osservatorio di Onsala, in Svezia.
Attualmente è ricercatrice della NASA, Goddard Space Flight Center, e insegnante all'Università cattolica d'America a Washington negli Stati Uniti.
È sposata con l'astronomo svedese Tommy Wiklind. Poliglotta parla il portoghese, l'inglese, lo spagnolo e un po' di svedese.

## Scoperte
La scienziata è stata responsabile per la scoperta della Supernova SN 1997D. Questa scoperta fu data in Cile, il 14 gennaio 1997. Oltre a questo, ha anche partecipato alla scoperta delle Bolle blu, conosciute come "orfanotrofi di stelle" perché danno origine a stelle fuori delle galassie.